# Lone Praesto Nordström
Lone Praesto Nordström, född 21 augusti 1997, är en svensk fotomodell som har jobbat för märken som Ralph Lauren, Philipp Plein och Acne Studios. Hon har även setts på omslagen för Vogue, Elle med mera. Lone Praesto Norström är född i Sverige men uppvuxen i Förenade Arabemiraten. År 2009 flyttade hon tillbaka till Sverige där hon 3 år senare (2012) tecknade kontrakt med den svenska modellagenturen MIKAS Stockholm. Nu har hon kontrakt med en av de största modellagenturerna i New York, Next Model Management. 

## Karriär
Lone Praesto Nordström blev för första gången tillfrågad om kontrakt med den svenska modellagenturen MIKAS när hon var 12 år gammal (2012), men tackade då nej. 6 månader senare fick hon förfrågan igen av samma scout och tackade ja till erbjudandet, hon hamnade då på deras New Face-sida. Hon jobbade sedan som modell parallellt med att hon slutförde sina studier i Stockholm. Efter sin examen har hon jobbat heltid som modell och flyttade till New York år 2016. Sedan dess har hon haft kontrakt med en av de främsta agenturerna i New York, NEXT Model Management.